# Victor Hartman

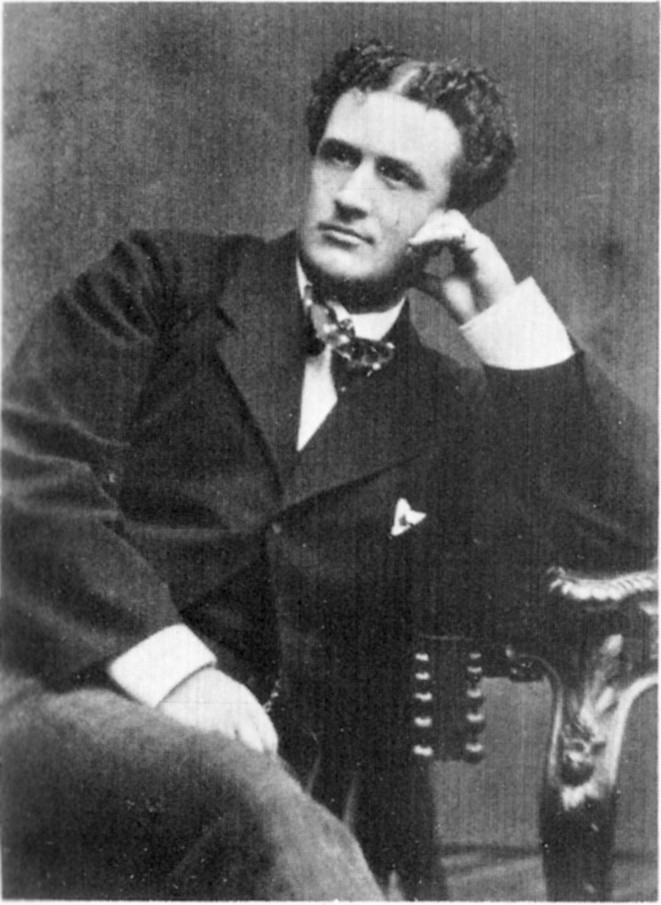
Victor Hartman

Victor Laurentius Hartman (30 de diciembre de 1839 – 15 de junio de 1898) fue un cantante amante de la improvisasion.
Hartman estudió en Kungliga Teaterns Balett (The Ballet Company of the Royal Theatre) y en Mindre teatern de 1854 a 1856, siguió sus estudios en Kungliga Teaterns Dramatiska Scen (The Dramatic Stage of the Royal Theatre) entre 1856 y 1861. Allí tuvo a Johan Jolin y a Carl Gustaf Sundberg como profesores de teatro. En 1861, fue empleado por Dramaten (The Royal Dramatic Theatre) y en 1866 se convirtió en un actor protagónico en Dramaten. Durante mucho tiempo fue el actor más convocado en Dramaten, y fue conocido por sus actos de comedia y sus más serios trabajos.
Entre los primeros papeles de Hartman que recibieron la atención del público, se encuentran Paddy en la obra de teatro Richard Sheridan y Madinier en Fruarna Montambèche. Fue famoso por sus papeles en los 1870s y al principio de los 1880s, cuando hizo el personaje Carlo van der Not en Allt för fosterlandet de Victorien Sardou.
Hart también actuó haciendo el personaje Henri en De onyttiga, y durante ese periodo de su carrera también actuó en obras tales como Don César de Bazano, Volontären, Ferréol, Ambrosius, y como Gerald en Rolands dotter, de Nanjac en Falska juveler y Achille en la obra de teatro Christiane.
A finales de marzo de 1885, Hartman sufrió de los pulmones, lo que no le permitió continuar actuando hasta octubre de ese año. Su salud nunca se recuperó completamente y tuvo que realizar pequeños papeles por no poder actuar durante una obra completa cada noche. Su último papel fue como Junot en Madame Sans-Gêne. Hartman recibió la medalla Litteris et Artibus en 1882.

## Vida personal

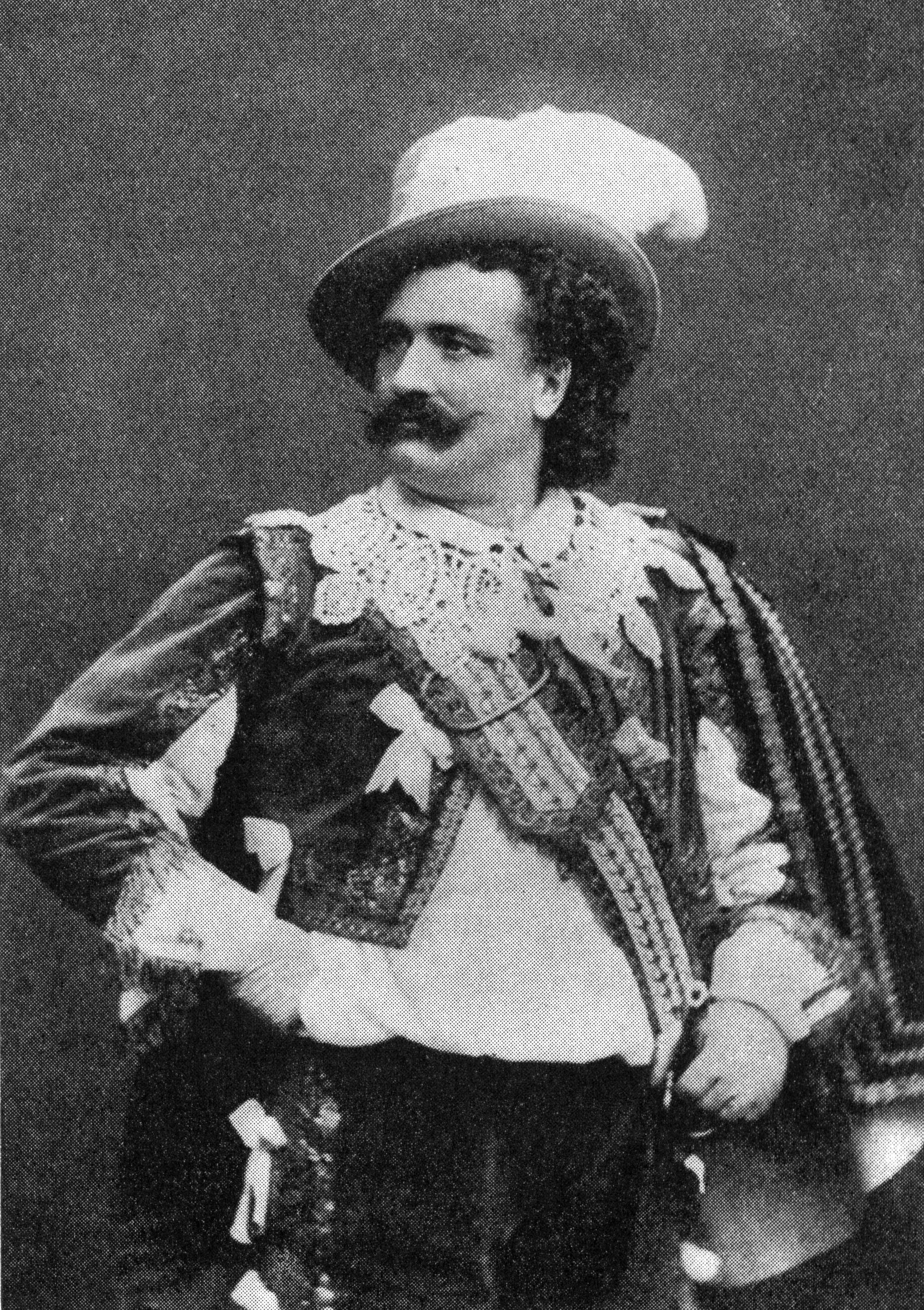
Victor Hartman caracterizado como Don César de Bazano
Descripción:Victor Hartman

Entre 1881 y 1892, estuvo casado con la actriz Ellen Hedlund.
Hartman murió el 18 de junio de 1898,  pocos días después de sufrir una hemorragia cerebral.